# Szwedzka Wyprawa Antarktyczna

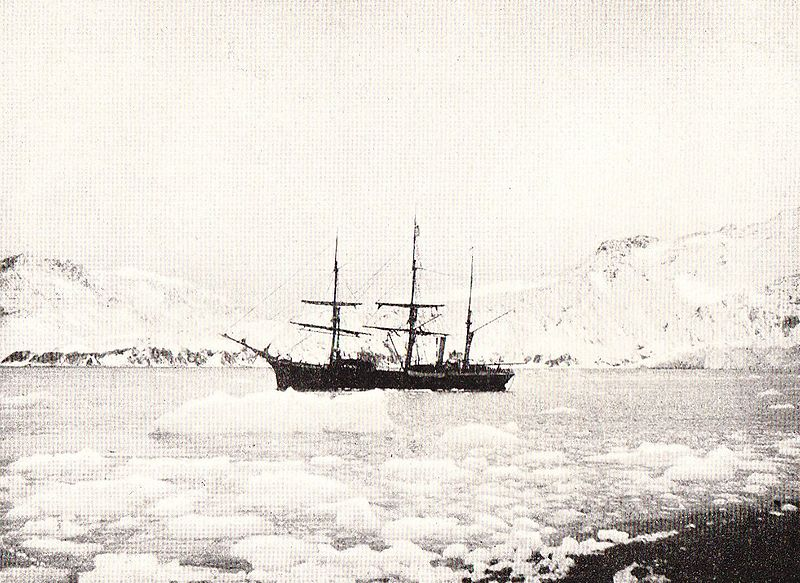
Statek badawczy „Antarctic”, 1902

Szwedzka Wyprawa Antarktyczna – szwedzka ekspedycja naukowo-badawcza w latach 1901–1904 na Półwysep Antarktyczny w Antarktyce, kierowana przez szwedzkiego geologa Otto Nordenskjölda (1869–1928). Statkiem wyprawy był „Antarctic” dowodzony przez norweskiego wielorybnika Carla Larsena (1860–1924).
Wyprawa przeprowadziła badania obszarów wzdłuż Półwyspu Antarktycznego, Falklandów i Ziemi Ognistej. W 1902 roku, wskutek niezwykle trudnych warunków, została rozdzielona na trzy grupy, które przetrwały zimę w trzech różnych lokalizacjach – w obozie zimowym w Snow Hill, w Zatoce Nadziei i na Paulet Island. Uczestnicy ekspedycji zostali uratowani przez argentyński statek „Urugwaj”. Pomimo niepomyślnego zakończenia wyprawa została uznana za sukces z uwagi na dokonane odkrycia geograficzne i zmapowanie kolejnych obszarów Antarktydy.

## Historia
W 1895 roku Szósty Międzynarodowy Kongres Geograficzny w Londynie przyjął rezolucję wzywającą do zbadania Antarktyki, która była najważniejszym obszarem jeszcze niezbadanym. Jako pierwsza na wezwanie odpowiedziała Belgia, organizując Belgijską Wyprawę Antarktyczną w latach 1897–1899. Szwecja była jednym z kilku innych państw planujących wysłanie ekspedycji badawczej. Jednak pierwsza szwedzka wyprawa nie uzyskała wsparcia rządu szwedzkiego i była prywatnym przedsięwzięciem szwedzkiego geologa Otto Nordenskjölda (1869–1928), sfinansowanym przy pomocy pożyczek i darowizn. Nordenskjöld, zainspirowany dyskusjami podczas Międzynarodowych Kongresów Geograficznych w 1895 i 1897 roku, zaczął koordynować plany wyprawy z towarzystwami geologicznymi w Wielkiej Brytanii i w Niemczech. Jego plany badawcze obejmowały studia klimatyczne, badania geomagnetyzmu, a także badania z zakresu biologii, zoologii, glacjologii i hydrografii. Obserwacje meteorologiczne i badania geomagnetyzmu miały być skoordynowane z pracami innych wypraw obecnych w regionie (brytyjskiej, niemieckiej i szkockiej). Ekspedycja miała zimować jak najdalej na południe, jak było to możliwe, na wschodnim wybrzeżu Półwyspu Antarktycznego na Ziemi Grahama. Członkowie wyprawy mieli pracować na pokładzie statku „Antarctic” w obszarze Cieśniny Beagle, Falklandów i Georgii Południowej. Podanie Nordenskjölda o subwencję państwową zostało odrzucone z uzasadnieniem, że wyprawa jest źle wyposażona i niedofinansowana, a kierownictwu brakuje zdolności przywódczych.
Pomimo braku wsparcia ze strony rządu, wyprawa Nordenskjölda była wspierana przez przedsiębiorców ze Sztokholmu i Göteborga. Dobre kontakty Nordenskjölda w ministerstwie spraw zagranicznych zapewniły wsparcie konsulatów w portach na trasie do Antarktydy.

## Członkowie ekspedycji
Ekspedycja liczyła 27 uczestników, w tym 9 naukowców. W wyprawie brali udział m.in.:
- Otto Nordenskjöld (1869–1928) – szwedzki geolog (kierownik wyprawy)
- Johan Gunnar Andersson (1874–1960) – szwedzki archeolog i geolog (zastępca kierownika wyprawy)
- Carl Anton Larsen (1860–1924) – norweski wielorybnik (kapitan statku „Antarctic”)
- Erik Ekelöf (1875–1936) – szwedzki lekarz (lekarz wyprawy)
- Karl Andersson (1875–1968) – szwedzki zoolog
- Gösta Bodman (1875–1960) – szwedzki mineralog
- Samuel A. Duse (1873–1933) – szwedzki kartograf
- Axel Ohlin (1867–1903) – szwedzki zoolog
- Carl Skottsberg (1880–1963) – szwedzki botanik
- José María Sobral (1880–1961) – argentyński geolog
- Frank Wilbert Stokes (1858–1955) – amerykański artysta malarz
- Ole Jonassen – norweski maszer
- Gustaf Åkerlundh – kucharz wyprawy

## Statek wyprawy – „Antarctic”
Na potrzeby ekspedycji Nordenskjöld zakupił statek „Antarctic”, który używany był podczas wcześniejszych wypraw na Antarktydę, m.in. podczas wyprawy norweskiego wielorybnika Henrika Johana Bulla (1844–1930). Zbudowany w Norwegii „Antarctic” był trzymasztowym barkiem wyposażonym w napęd parowy. W październiku 1901 roku został doposażony w Sandefjord.
Załoga „Antarctic” liczyła 16 osób.

## Przebieg wyprawy
Ekspedycja wyruszyła z Göteborga 16 października 1901 roku. Ze względu na obronę swojej pracy doktorskiej, w Szwecji pozostał Johan Gunnar Andersson; miał być odebrany później przez „Antarctic” na Falklandach.
W Falmouth dołączył maszer Ole Jonassen z 14 psami grenlandzkimi. Następnie „Antarctic” obrał kurs na Buenos Aires, zatrzymując się po drodze na Wyspach Zielonego Przylądka celem uzupełnienia zapasów wody i węgla. W połowie grudnia statek dopłynął do stolicy Argentyny, skąd zabrał rysownika wyprawy Amerykanina Franka Wilberta Stokesa i José Maríę Sobrala, argentyńskiego geologa wojskowego. Wyprawa popłynęła do Stanley na Falklandach, by zakupić więcej psów zaprzęgowych, i dalej na Wyspę Stanów, by zsynchronizować instrumenty pomiarowe ze znajdującą się tam stacją meteorologiczną. 5 stycznia 1902 roku „Antarctic” popłynął na Szetlandy Południowe. Pięć dni później wyprawa dotarła na Wyspę Nelsona, gdzie spędzono tydzień na polowaniach na foki, badaniach meteorologicznych i zoologicznych. 16 stycznia „Antarctic” osiągnął Cap Seymour, gdzie Nordenskjöld założył magazyn. Następnie statek udał się na poszukiwania miejsca na zimowanie, jednak na szerokości 66°19′S napotkał potężne masy lodu i musiał zawrócić. Wyprawa popłynęła na Morze Weddella, gdzie przeprowadzono prace hydrograficzne i zebrano próbki zoologiczne.

### Snow Hill Island

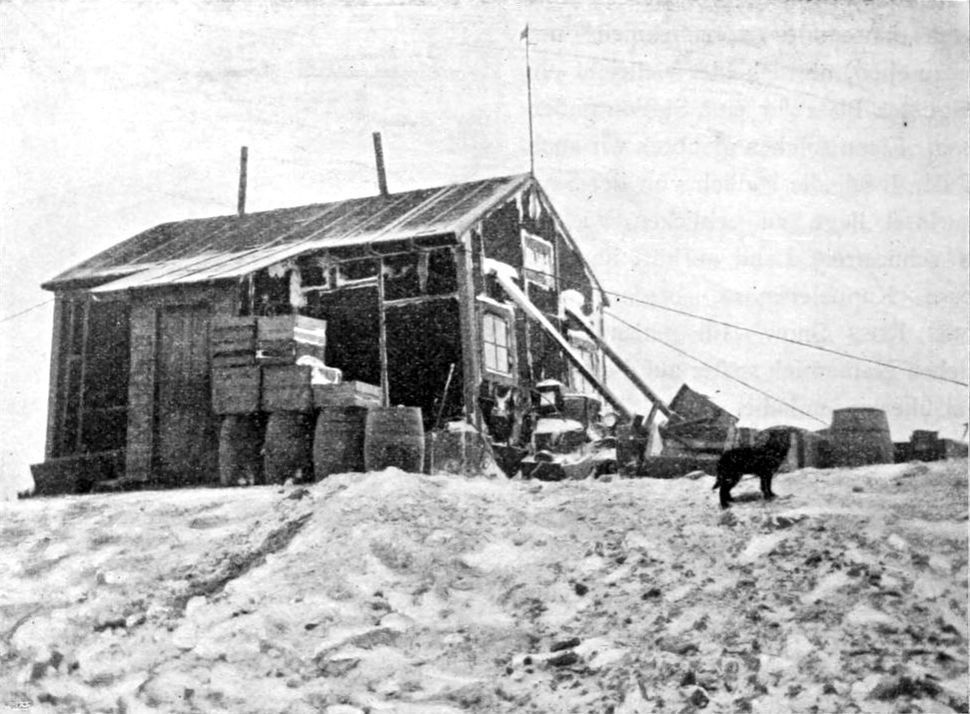
Obóz zimowy ekspedycji w Snow Hill, 1902

Obóz zimowy wraz ze stacją meteorologiczną postawiono w lutym na Snow Hill, na południe od Ziemi Grahama. Sześciu uczestników: Nordenskjöld, Sobral, Jonassen, Bodman, Ekelöf i Åkerlundh planowało przezimować w Snow Hill. W Snow Hill prowadzono obserwacje pogody nieprzerwanie przez 20 miesięcy. Wyprawa odkryła, że Snow Hill jest wyspą. Przeprowadzono badania geologiczne i znaleziono skamieniałości. W październiku 1902 roku Nordenskjöld z dwoma towarzyszami przeprawili się na saniach na południe Lodowca Szelfowego Larsena, gdzie odkryli niewielki nunatak, który nazwali Borchgrevink Nunatak na cześć polarnika Carstena Borchgrevinka (1864–1934). W grudniu tego samego roku wyprawa przebadała Seymour Island, gdzie znaleziono skamieniałe szczątki roślin i kości wielkich pingwinów, wskazujące na cieplejszy klimat w przeszłości.
Larsen natomiast zamierzał dotrzeć jak najdalej na południe jak to możliwe, by składować tam ekwipunek dla dalszej wyprawy. Jego plany pokrzyżowała obecność lodu i musiał zawrócić do Snow Hill. Ostatecznie „Antarctic” popłynął do Ziemi Ognistej, Georgii Południowej i na Falklandy, by zbierać próbki i odebrać Anderssona. 5 marca dotarł do Ushuaia na Ziemi Ognistej, gdzie załadowano zapasy węgla i wody. Na Falklandach Stokes opuścił wyprawę. Załoga „Antarctic” zajęła się polowaniami na foki w Georgii Południowej, a kolejne cztery miesiące spędzono na Falklandach wytapiając foczy tłuszcz. Andersson dołączył do grupy 27 marca i objął jej kierownictwo. Naukowcy mapowali teren i prowadzili badania geologiczne, glacjologiczne, hydrograficzne i botaniczne. W kwietniu „Antarctic” dotarł do Jason Harbour, skąd przeprowadzono rekonesans wybrzeża a niewielka grupa przeprawiła się do Cumberland East Bay. Znaleziono tam dawną stację połowu fok, którą nazwano Grytviken. Larsen dotarł do Grytviken w maju i wyprawa spędziła tu miesiąc.

### Paulet Island

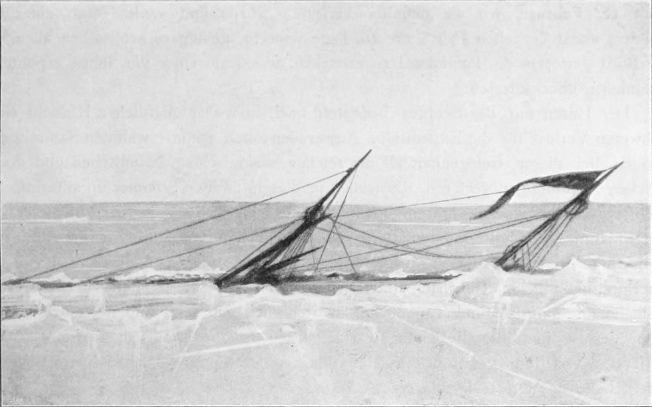
Tonący „Antarctic”, 12 lutego 1903 roku

Droga powrotna do Snow Hill była utrudniona przez lód – cieśnina Antarctic Sound była nie do przebycia. Andersson wraz z dwoma towarzyszami został wysadzony w Zatoce Nadziei, by przeprawić się do Nordenskjölda na saniach (ok. 100 km w linii prostej), a Larsen miał opłynąć Joinville i sprawdzić warunki na wschodzie Półwyspu Antarktycznego. Andersson i Nordenskjöld wraz z towarzyszami mieli czekać na statek do 25 stycznia, a gdyby „Antarctic” nie przypłynął mieli udać się do Zatoki Nadziei. Andersson został zatrzymany przez otwarte wody, a statek Larsena utknął w lodzie w zatoce Erebus and Terror Gulf. Załoga opuściła statek, który przez ponad miesiąc dryfował z lodem, co doprowadziło do wyrwania większej części stępki. Po wypłynięciu na wolne wody statek zatonął 12 lutego 1903 roku na Morzu Weddella na wschód od Paulet Island. Załoga po 14 dniach wędrówki dotarła do Paulet Island, gdzie Larsen zamierzał przezimować. By przetrwać zimę, załoga zabiła 1100 pingwinów i zbudowała niewielkie schronienie (10 × 7 m) w pobliżu źródła wody pitnej. Przeżyli wszyscy poza marynarzem Ole Wennersgaardem, który zmarł na atak serca.

### Zatoka Nadziei

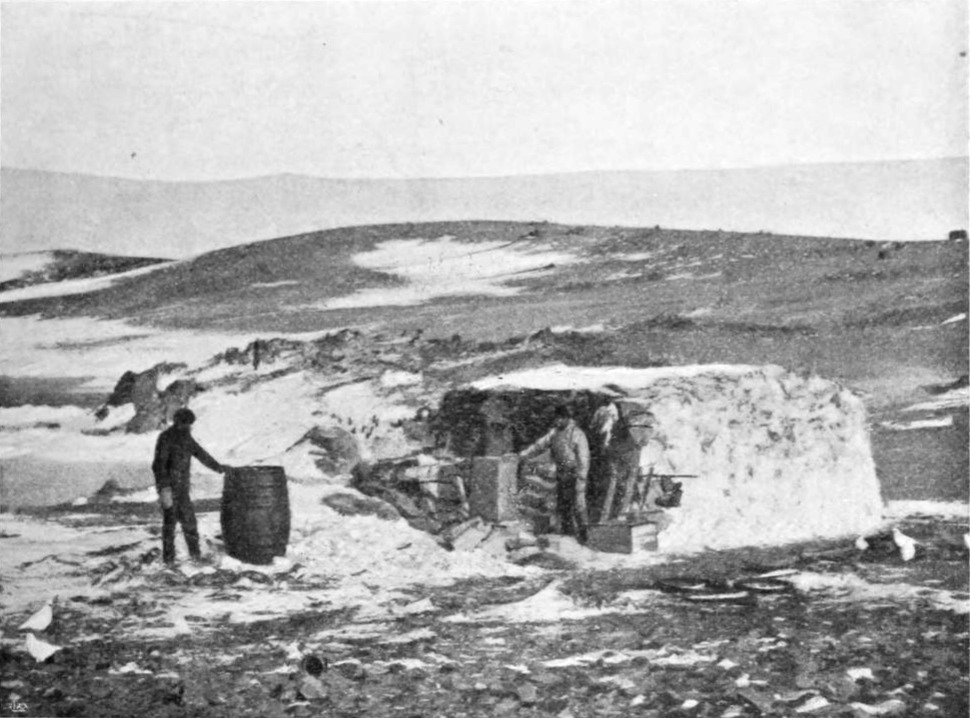
Kamienna chata w Zatoce Nadziei, 1903

Andersson wraz z Samuelem A. Dusem i marynarzem Toralfem Grundenem próbowali dotrzeć do Snow Hill na saniach – jednak przeprawiając się na południe od Vega Island zastali otwarte wody w Herbert Sound i musieli zawrócić do Zatoki Nadziei. Tam oczekiwali na powrót statku, nie wiedząc, że zatonął. Andersson prowadził badania geologiczne i znalazł wiele skamieniałości, w tym 61 gatunków z okresu środkowej Jury. Wkrótce uświadomili sobie, że będą musieli tam przezimować, do czego nie byli przygotowani. Z kamiennych głazów wznieśli prymitywną chatę, którą zadaszyli saniami i płachtami brezentu. W chacie rozbili namiot a podłoże wyłożyli skórami pingwinów. Przetrwali zimę w ciężkich warunkach, dzięki mięsu i tłuszczowi z 700 pingwinów. 29 września 1902 roku opuścili chatę, by ponownie spróbować dotrzeć do Snow Hill. 9 października dotarli do Vega Island i dalej szli wzdłuż brzegu, aż trzy dni później spotkali Nordenskjölda i Jonassena. 16 października cała piątka dotarła do obozu w Snow Hill.

### Ratunek

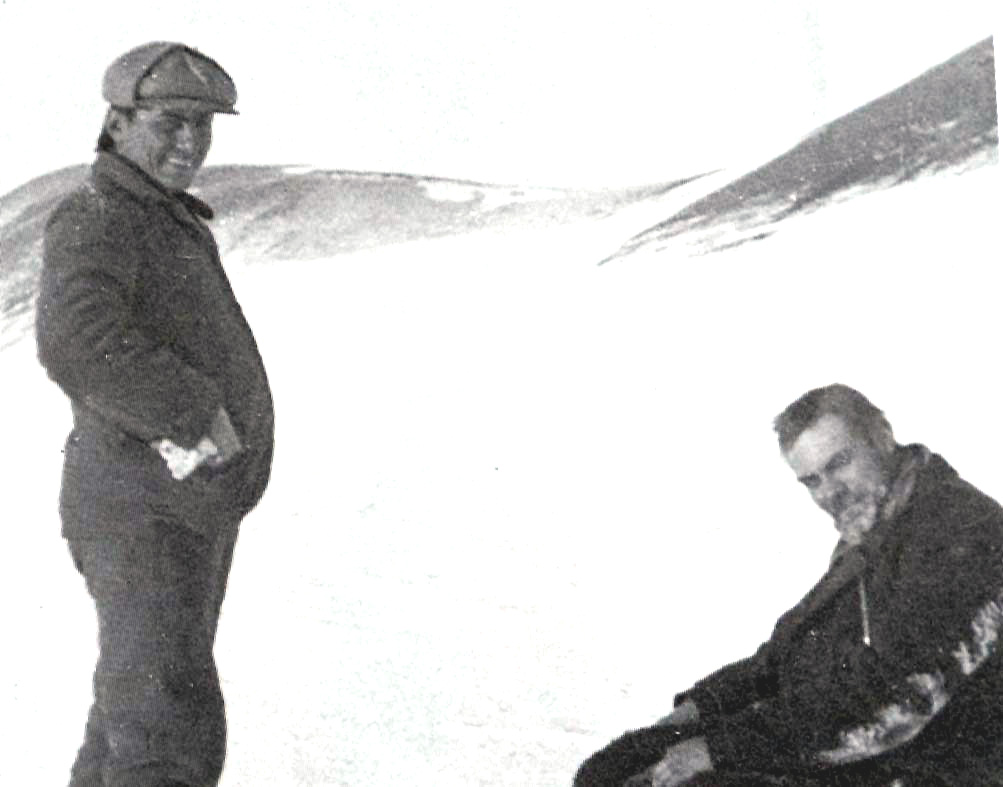
Sobral i Nordenskjöld, ok. 1903

Po ustąpieniu lodu, 31 października Larsen wraz z 5 towarzyszami wyruszył w welbocie na poszukiwania Anderssona i Nordenskjölda. 5 listopada grupa dotarła do Zatoki Nadziei, gdzie znalazła wiadomość zostawioną przez Anderssona, że członkowie ekspedycji przetrwali zimę i 29 września wyruszyli do Snow Hill. Larsen sporządził żagiel z płachty brezentu i grupa pożeglowała na Snow Hill. Do brzegu dobili ok. 25 km od obozu zimowego Nordenskjölda i po 9 godzinach marszu dotarli do reszty ekspedycji 8 listopada 1903 roku. Tego samego dnia do Snow Hill Island przybył argentyński statek „Urugwaj” dowodzony przez kapitana J. Irizara, który zabrał polarników z Paulet Island i Snow Hill Island do Buenos Aires. Korweta argentyńskiej marynarki wojennej została wysłana z misją ratunkową, gdy „Anatarctic” nie powrócił na Falklandy. W styczniu 1904 roku członkowie wyprawy powrócili do Szwecji.

## Znaczenie wyprawy
Pomimo niepomyślnego zakończenia ekspedycja została uznana za sukces z uwagi na dokonane odkrycia geograficzne i zmapowanie kolejnych obszarów Antarktydy.
Główne dokonania naukowe wyprawy zostały opisane w 6-tomowej publikacji Wissenschaftliche Ergebnisse der schwedischen Südpolar-Expedition 1901–1903 w latach 1904–1921. Wyniki badań zoologicznych opublikowano w Further Zoological Results of the Swedish Antarctic Expedition, 1901–1903. Wyprawa przywiozła wiele okazów skamieniałości, przede wszystkim z Seymour Island, co przyczyniło się do poszerzenia wiedzy na temat zmian klimatycznych w regionie. Ekspedycja udokumentowała także swoje badania glacjologiczne i regularnie prowadzone przez ok. 600 dni badania meteorologiczne.
W uznaniu zasług członków wyprawy wiele obiektów geograficznych w Antarktyce zostało nazwanych dla ich upamiętnienia, m.in. Andersson Island, Jonassen Island czy Ohlin Island. Dla upamiętnienia statku „Antarctic” jedną z cieśnin nazwano Antarctic Sound.